# Wotton Brook
Der Wotton Brook ist ein Wasserlauf in Buckinghamshire, England. Er entsteht am nördlichen Ortsrand von Brill und fließt in einer generell nördlichen Richtung bis zu seiner Mündung in den Tetchwick Brook.